# Temporada 1982-83 de los New Jersey Nets
La temporada 1982-83 fue la séptima de los New Jersey Nets en la NBA, tras la fusión de la liga con la ABA, donde había jugado nueve temporadas, y la sexta en su ubicación en Nueva Jersey. La temporada regular acabó con 49 victorias y 33 derrotas, ocupando el cuarto puesto de la conferencia Este, clasificándose para los playoffs, donde cayeron en primera ronda ante los New York Knicks.

## Elecciones en elDraft
| Ronda | Puesto | Jugador        | Posición  | Nacionalidad   | Universidad |
| ----- | ------ | -------------- | --------- | -------------- | ----------- |
| 1     | 13     | Sleepy Floyd   | Base      | Estados Unidos | Georgetown  |
| 1     | 21     | Eddie Phillips | Ala-Pívot | Estados Unidos | Alabama     |
| 4     | 82     | Tony Brown     | Escolta   | Estados Unidos | Arkansas    |

## Temporada regular
| División Atlántico   | División Atlántico | División Atlántico | División Atlántico | División Atlántico | División Atlántico | División Atlántico | División Atlántico | División Atlántico |
| Equipo               | G                  | P                  | %                  | PD                 | Casa               | Fuera              | Div                |                    |
| -------------------- | ------------------ | ------------------ | ------------------ | ------------------ | ------------------ | ------------------ | ------------------ | ------------------ |
| y-Philadelphia 76ers | 65                 | 17                 | .793               | –                  | 35–6               | 30–11              | 15–9               |                    |
| x-Boston Celtics     | 56                 | 26                 | .683               | 9                  | 33–8               | 23–18              | 14–10              |                    |
| x-New Jersey Nets    | 49                 | 33                 | .598               | 16                 | 30–11              | 19–22              | 11–13              |                    |
| x-New York Knicks    | 44                 | 38                 | .537               | 21                 | 26–15              | 18–23              | 10–14              |                    |
| Washington Bullets   | 42                 | 40                 | .512               | 23                 | 27–14              | 15–26              | 10–14              |                    |

## Playoffs

### Primera ronda
New Jersey Nets vs. New York Knicks 
| Fecha       | Partido                                  | Ciudad          |
| ----------- | ---------------------------------------- | --------------- |
| 20 de abril | New Jersey Nets 107, New York Knicks 118 | East Rutherford |
| 21 de abril | New York Knicks 105, New Jersey Nets 99  | Nueva York      |
|             | New York Knicks gana las series 2-0      |                 |

## Estadísticas
| Rk | Jugador                | Edad | P  | PT | MP   | TC  | TCI  | %TC  | T3  | T3I | %T3  | TL  | TLI | %TL   | RO  | RD  | RT   | AS  | RB  | TAP | BP  | FP  | PTS  |
| -- | ---------------------- | ---- | -- | -- | ---- | --- | ---- | ---- | --- | --- | ---- | --- | --- | ----- | --- | --- | ---- | --- | --- | --- | --- | --- | ---- |
| 1  | Buck Williams          | 22   | 82 | 82 | 36.1 | 6.5 | 11.1 | .588 | 0.0 | 0.0 | .000 | 4.0 | 6.4 | .620  | 4.5 | 8.1 | 12.5 | 1.5 | 1.1 | 1.3 | 3.0 | 3.3 | 17.0 |
| 2  | Micheal Ray Richardson | 27   | 31 | 26 | 32.3 | 5.5 | 12.5 | .438 | 0.1 | 0.6 | .200 | 1.6 | 2.5 | .671  | 2.2 | 2.6 | 4.8  | 6.0 | 2.6 | 0.5 | 3.5 | 3.7 | 12.7 |
| 3  | Darwin Cook            | 24   | 82 | 47 | 32.0 | 5.4 | 12.0 | .449 | 0.1 | 0.5 | .211 | 2.3 | 3.0 | .769  | 0.9 | 2.0 | 2.9  | 5.5 | 2.4 | 0.6 | 2.9 | 2.6 | 13.2 |
| 4  | Albert King            | 23   | 79 | 75 | 31.0 | 7.4 | 15.5 | .475 | 0.1 | 0.3 | .261 | 2.2 | 2.9 | .775  | 2.0 | 3.8 | 5.8  | 3.7 | 1.2 | 0.5 | 3.1 | 3.5 | 17.0 |
| 5  | Otis Birdsong          | 27   | 62 | 54 | 30.4 | 6.9 | 13.5 | .511 | 0.0 | 0.1 | .333 | 1.3 | 2.3 | .566  | 0.9 | 1.6 | 2.4  | 3.9 | 1.4 | 0.3 | 1.8 | 2.5 | 15.1 |
| 6  | Darryl Dawkins         | 26   | 81 | 81 | 25.8 | 5.0 | 8.3  | .599 | 0.0 | 0.0 |      | 2.0 | 3.2 | .646  | 1.6 | 3.6 | 5.2  | 1.4 | 0.8 | 1.9 | 3.5 | 4.7 | 12.0 |
| 7  | Mickey Johnson         | 30   | 42 | 7  | 23.8 | 4.7 | 11.8 | .401 | 0.0 | 0.4 | .118 | 3.9 | 4.8 | .816  | 1.6 | 3.8 | 5.3  | 3.4 | 1.3 | 0.5 | 2.9 | 3.2 | 13.4 |
| 8  | Phil Ford              | 26   | 7  | 7  | 23.3 | 2.9 | 5.0  | .571 | 0.0 | 0.1 | .000 | 1.0 | 1.4 | .700  | 0.0 | 1.0 | 1.0  | 5.4 | 0.9 | 0.0 | 3.0 | 3.1 | 6.7  |
| 9  | Foots Walker           | 31   | 79 | 10 | 17.6 | 1.4 | 3.2  | .456 | 0.0 | 0.2 | .167 | 1.5 | 1.9 | .779  | 0.4 | 1.3 | 1.7  | 3.3 | 1.0 | 0.0 | 1.3 | 1.7 | 4.4  |
| 10 | Mike O'Koren           | 24   | 46 | 14 | 17.5 | 3.0 | 5.6  | .525 | 0.0 | 0.2 | .222 | 0.7 | 1.0 | .708  | 0.9 | 1.6 | 2.5  | 1.8 | 0.9 | 0.2 | 1.3 | 1.5 | 6.7  |
| 11 | Mike Gminski           | 23   | 80 | 1  | 15.7 | 2.7 | 5.3  | .500 | 0.0 | 0.0 | .000 | 2.2 | 2.8 | .778  | 1.9 | 2.9 | 4.8  | 0.8 | 0.4 | 1.5 | 1.6 | 1.5 | 7.5  |
| 12 | Len Elmore             | 30   | 74 | 0  | 13.2 | 1.3 | 3.3  | .398 | 0.0 | 0.0 | .000 | 0.7 | 1.1 | .643  | 1.1 | 2.1 | 3.2  | 0.5 | 0.6 | 0.5 | 1.1 | 1.7 | 3.4  |
| 13 | Sleepy Floyd           | 22   | 43 | 6  | 11.5 | 2.1 | 5.0  | .426 | 0.1 | 0.3 | .286 | 0.9 | 1.0 | .844  | 0.4 | 0.6 | 1.0  | 1.6 | 0.4 | 0.2 | 0.9 | 1.3 | 5.3  |
| 14 | Eddie Phillips         | 21   | 48 | 0  | 8.7  | 1.2 | 2.9  | .406 | 0.0 | 0.0 | .000 | 0.8 | 1.2 | .678  | 0.6 | 1.0 | 1.6  | 0.6 | 0.3 | 0.2 | 1.0 | 1.2 | 3.2  |
| 15 | Bill Willoughby        | 25   | 10 | 0  | 8.4  | 1.1 | 2.9  | .379 | 0.0 | 0.1 | .000 | 0.2 | 0.2 | 1.000 | 0.2 | 0.9 | 1.1  | 0.8 | 0.1 | 0.1 | 0.5 | 1.6 | 2.4  |
| 16 | James Bailey           | 25   | 6  | 0  | 8.3  | 1.5 | 3.0  | .500 | 0.0 | 0.0 |      | 0.3 | 0.3 | 1.000 | 0.5 | 0.5 | 1.0  | 0.3 | 0.2 | 0.2 | 1.0 | 2.5 | 3.3  |
| 17 | Jan van Breda Kolff    | 31   | 13 | 0  | 4.8  | 0.4 | 1.1  | .357 | 0.0 | 0.0 |      | 0.4 | 0.5 | .833  | 0.2 | 0.8 | 1.0  | 0.4 | 0.2 | 0.2 | 0.2 | 0.7 | 1.2  |

## Galardones y récords
| Jugador       | Galardón                              |
| Buck Williams | 2.º Mejor quinteto de la NBA All-Star |